# Kdo je tu nor?
Kdo je tu nor? (angleško O Brother, Where Art Thou?) je ameriški kriminalni komično-dramski film iz leta 2000, ki sta ga režirala, producirala in zanj napisala scenarij Joel in Ethan Coen. V glavnih vlogah nastopajo George Clooney, John Turturro in Tim Blake Nelson, v stranskih vlogah pa John Goodman, Holly Hunter in Charles Durning. Dogajanje je postavljeno v podeželski Misisipi leta 1937, v čas velike depresije. Zgodba je moderna satira, ki ohlapno temelji na Homerjevi Odiseji in vključuje mitologijo Ameriškega Juga. Naslov filma se nanaša na film Prestona Sturgesa Sullivanova potovanja iz leta 1941, v katerem je glavni lik režiser, ki želi posneti film z istim naslovom po izmišljeni knjigi o veliki depresiji.
Večino uporabljene glasbe je ljudska glasba iz prikazanega obdobja, tudi glasba virginijskega bluegrass pevca Ralpha Stanleyja. Film je bil kot eden prvih močneje obdelanih z digitalno korekcijo barv za bolj jesenski oz. sepia ton. Country in folk glasbeniki, ki so odpeli in odigrali glasbene prizore so tudi John Hartford, Alison Krauss, Dan Tyminski, Emmylou Harris, Gillian Welch, Chris Sharp in Patty Loveless. Filmsko glasbo so izvajali tudi na turneji in posneli DVD Down from the Mountain, nagrajena pa je bila z Grammyjem za album leta.
Film je bil premierno prikazan 19. oktobra 2000 in je naletel na dobre ocene kritikov. Prikazan je bil v tekmovalnem programu Filmskega festivala v Cannesu in bil nominiran za oskarja za najboljši prirejeni scenarij in fotografijo. Nagrajen je bil z zlatim globusom za najboljšega igralca v glasbenem ali komičnem filmu (Clooney), nominiran pa je bil tudi za najboljši glasbeni ali komični film in tudi nagrade BAFTA za najboljši prirejeni scenarij, fotografijo in scenografijo.

## Vloge
- George Clooney kot Ulysses Everett McGill
- John Turturro kot Pete
- Tim Blake Nelson kot Delmar O'Donnell
- Chris Thomas King kot Tommy Johnson
- Frank Collison kot Washington Bartholomew »Wash« Hogwallop
- John Goodman kot Daniel »Big Dan« Teague
- Holly Hunter kot Penny Wharvey-McGill
- Charles Durning kot Menelaus »Pappy« O'Daniel
- Daniel von Bargen kot šerif Cooley
- Wayne Duvall kot Homer Stokes
- Ray McKinnon kot Vernon T. Waldrip
- Michael Badalucco kot George Nelson
- Stephen Root kot g. Lund
- Lee Weaver kot slepi videc
- Mia Tate, Musetta Vander in Christy Taylor kot tri sirene